# Fontane di Nogaré

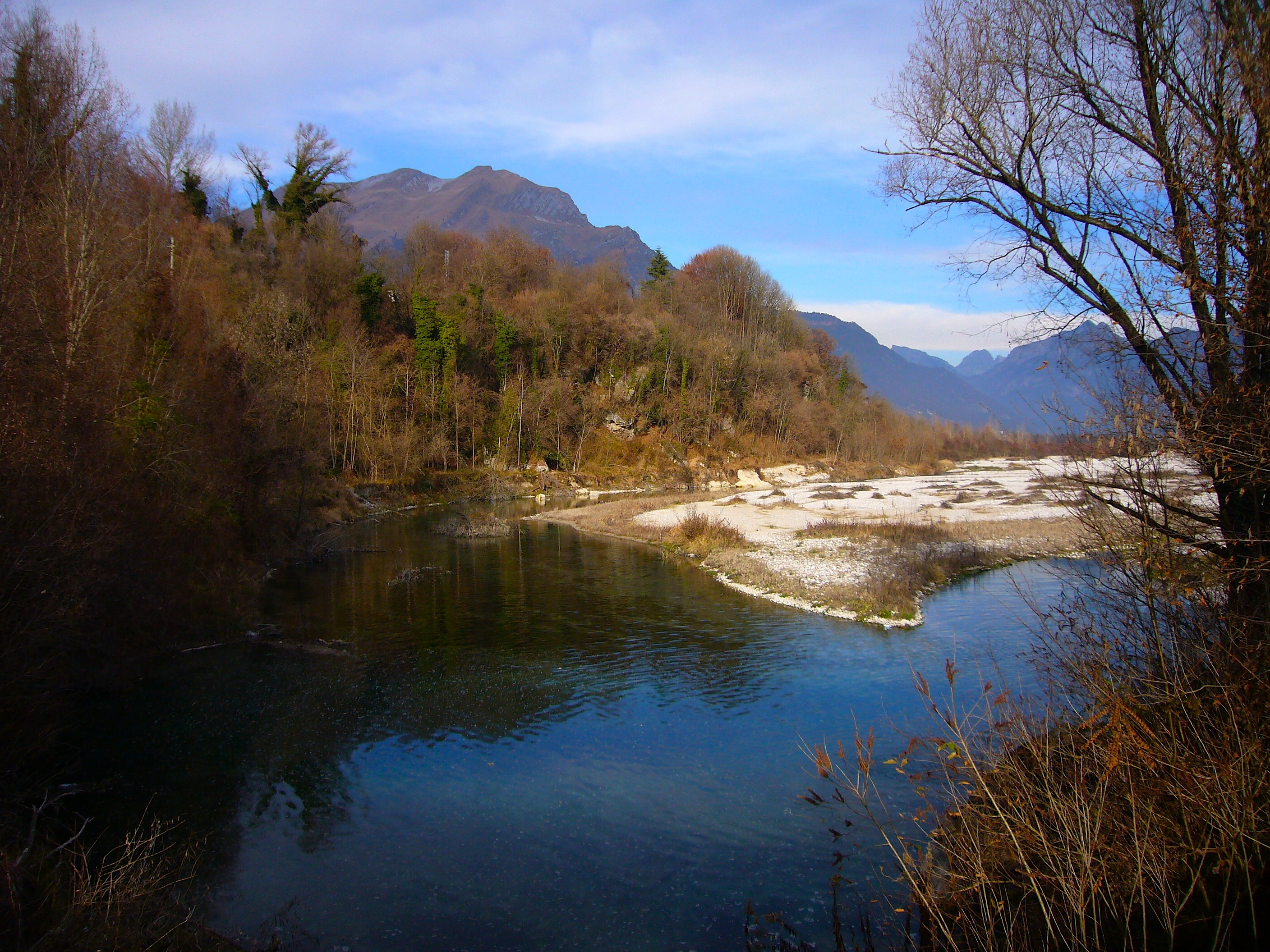
il fiume Piave nei pressi di Fontane di Nogarè

L'area delle fontane di Nogaré può essere considerata un importante esempio di ecosistema fluviale in quanto al suo interno sono ben rappresentate le comunità vegetali e animali tipiche di questo particolare ambiente. Numerose ricerche effettuate nel passato hanno permesso di accertare l'interesse ambientale di una zona che, anche allo sguardo di un visitatore inesperto, risulta ricca di pregi floristico-vegetazionali e faunistici. Tale interesse trova puntuale riscontro negli strumenti di pianificazione. In particolare, il PTRC individua l'area delle Fontane di Nogaré quale “zona umida” mentre il PRG del Comune di Belluno individua in una parte della zona un “biotopo”, per il quale vengono definite puntuali orme di tutela. Inoltre nel 1987 l'Amministrazione Comunale di Belluno aveva predisposto uno studio per l'istituzione di una riserva naturale regionale di interesse locale.

## Le caratteristiche dell'ambiente naturale

### Aspetti floristico-vegetazionali
Il fiume Piave, in questo tratto, ha una pendenza ridotta e ciò dà luogo alla sua dispersione in numerosi rami laterali che, insieme con i canali di risorgiva e con alcune altre zone umide, contribuiscono a rendere quanto mai articolata l'idrografia della zona. Nel complesso c'è una estrema variabilità, in uno spazio molto limitato, delle tipologie vegetali. Anche la copertura vegetale è molto diversificata: ai boschi ripariali più o meno evoluti, caratterizzati dall'ontano, dai pioppi e dalla robinia, si alternano vasti saliceti. Nelle zone umide si sviluppa una vegetazione molto caratteristica con cannuccia di palude e tifa, che all'interno dei canali a lento corso lasciano il posto a piante spiccatamente igrofile. In sintesi le tipologie ambientali della zona sono:
- ambienti umidi nelle risorgive;
- ambienti limicoli-rami secondari del fiume (vegetazione elofitica e erbe acquatiche);
- alluvioni sabbioso-ghiaiose;
- scarpate;
- prati e aree coltivate;
- boschi ripariali.

### Aspetti faunistici
Uno degli aspetti di più rilevante interesse è dato dalla presenza di una fauna varia e ricca.

#### Uccelli
La zona presenta una ricettività eccezionale per l'avifauna; ciò è dovuto soprattutto alla particolare posizione geografica della vallata del Piave ubicata a stretto contatto sia con la  zona montuosa più interna delle Alpi, che con la Pianura veneta. Il corso del fiume costituisce per gli uccelli migratori una rotta di viaggio preferenziale durante  gli spostamenti dalle regioni di svernamento ai luoghi di nidificazione. Nella zona sono state direttamente osservate ben 55 specie diverse di uccelli di passo. Fra le anatre, nei mesi tardo invernali e primaverili puoi trovare l'alzavola, la marzaiola, il mestolone, il germano reale. Sono stati anche osservati rapaci fra cui il falco cuculo, lo sparviero, l'albanella reale, il lodolaio. Vasta è inoltre la schiera di minuti passeriformi fra cui si ricordano il regolo, la balia nera, il codirosso spazzacamino, la pispola, ecc. Più raro è invece l'airone rosso, che predilige gli ambienti più boscati. Nel corso dell'inverno scendono inoltre dai vicini monti il gracchio alpino, il corvo imperiale, il fanello, il fringuello alpino. Per quanto concerne gli uccelli nidificanti, nella zona sono state rilevate oltre 60 specie. Lungo il greto allevano la prole il corriere piccolo, il piro piro piccolo, la Ballerina bianca, la sterna comune. Nei boschi ripariali e negli arbusteti, accanto a specie comuni anche in altri ambienti del Bellunese (fringuello, verdone, verzellino, cardellino, allocco, cincia), vivono alcuni uccelli fra cui rigogolo, l'usignolo, la sterpazzola, il picchio rosso maggiore, il picchio verde, il torcicollo, l'upupa, il pigliamosche, il picchio muratore. Negli ambienti legati alla presenza di acque a lento corso troviamo invece la gallinella d'acqua, il germano reale, il martin pescatore, il porciglione e il tarabusino.

#### Mammiferi, anfibi e rettili
Oltre agli uccelli, svariate altre specie frequentano l'ambiente fluviale che è in grado di sostenere una zoocenosi molto ricca. I mammiferi osservati nell'area studio sono numerosi e altre specie visitano saltuariamente la zona. Dai boschi della sinistra Piave scendono con frequenza il capriolo e la volpe, la donnola, la faina, il tasso, lo scoiattolo, il riccio, il ghiro, la lepre, il topo e l'arvicola, il toporagno. Per quanto riguarda gli anfibi, nelle acque a lento corso e negli stagni si riproducono il rospo comune, il rospo smeraldino, l'ululone dal ventre giallo, la rana verde. Fra i rettili invece troviamo la lucertola, il ramarro, l'orbettino, il biacco, il saettone, la biscia tassellata, la biscia dal collare.